# فرانسیس، دوک ساکس-کوبورگ-زالفلد
فرانسیس، دوک ساکس-کوبورگ-زالفلد (۱۵ ژوئیه ۱۷۵۰، در کوبورگ – ۹ دسامبر ۱۸۰۶، در کوبورگ)، یکی از دوکهای تورینگی حاکم خانه وتین بود. او به عنوان مولد سلسله شاهزادگان کوبورگ که در قرن‌های ۱۹ و ۲۰ بر تاج و تخت‌های مختلف قلمرو اروپایی نشستند، جد پدری خاندان‌های سلطنتی بلژیک، بلغارستان، پرتغال و بریتانیا و همچنین چندین کشور هستند.